# キリストを描いた映画
キリストを描いた映画（キリストをえがいたえいが）では、イエス・キリストを描いた映画を挙げる。

## イエスが主要な登場人物として登場する映画

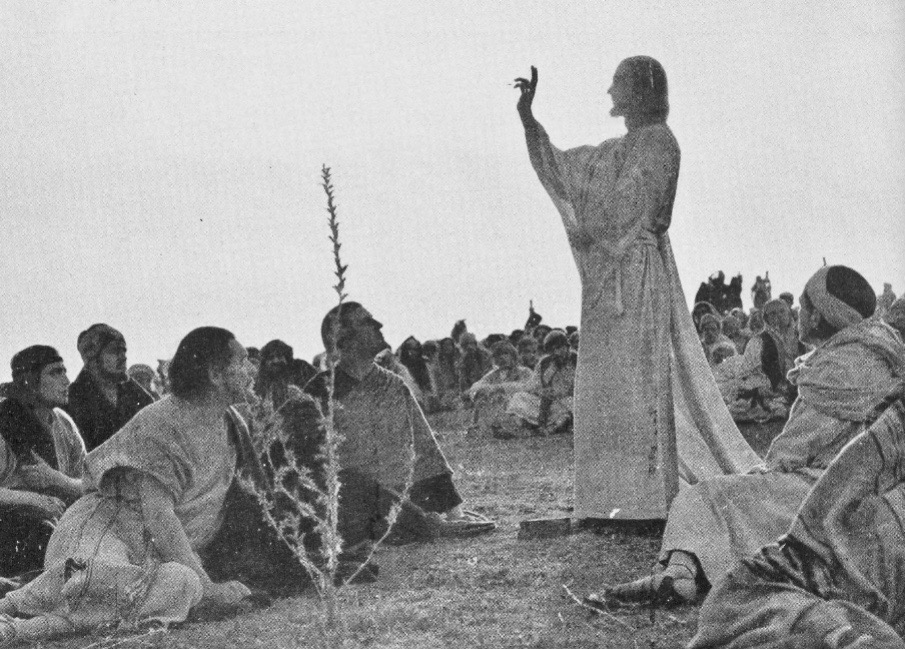
『ゴルゴダの丘』（1935年）

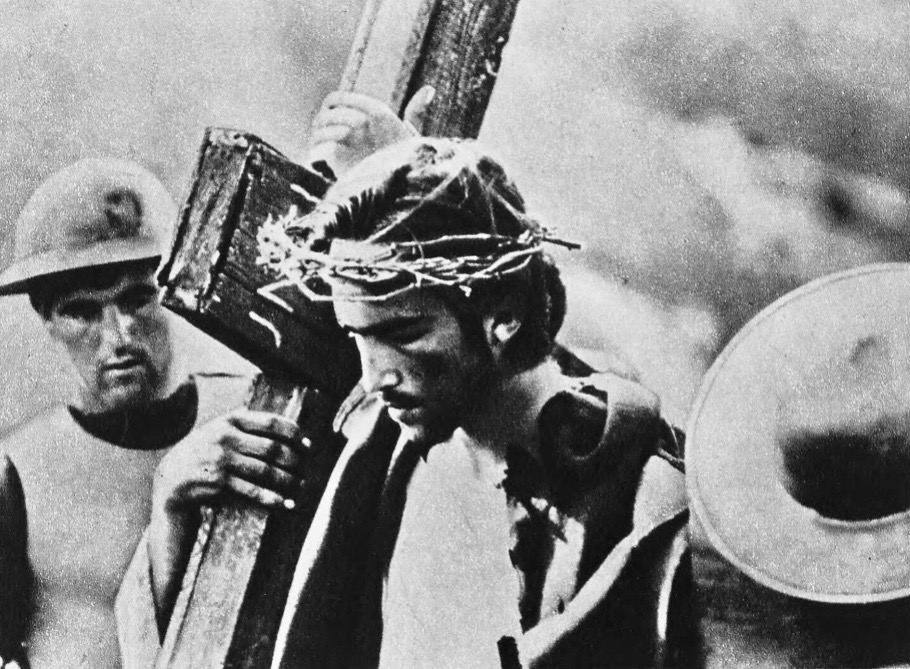
『奇跡の丘』（1964年）

- キング・オブ・キングス The King of Kings （1927年）
- ゴルゴダの丘 Golgotha （1935年）
- キング・オブ・キングス King of Kings （1961年）
- 奇跡の丘 Il vangelo secondo Matteo （1964年）
- 偉大な生涯の物語 The Greatest Story Ever Told （1965年）
- ジーザス・クライスト・スーパースター Jesus Christ Superstar （1973年）
- ゴッドスペル Godspell （1973年）
- ナザレのイエス Jesus of Nazareth （1977年） テレビ映画
- ジーザス The Public Life of Jesus: A Documentary （1979年）
- 最後の誘惑 The Last Temptation of Christ （1988年）
- ブック・オブ・ライフ The Book of Life （1998年）
- JESUS 奇蹟の生涯 Jesus （1999年） テレビ映画
- ミラクル・メーカー 奇蹟を起こした人 イエスの物語 The Miracle Maker （2000年） テレビアニメ映画
- 新約聖書 〜ヨハネの福音書〜 The Gospel of John （2003年）
- パッション The Passion of the Christ （2004年）
- サン・オブ・ゴッド Son of God（2014年）
- イエス・キリスト 磔刑の真相 Killing Jesus （2015年）
- 復活 Risen （2016年）

## イエスが登場するもののエピソードのような扱いの映画
- 國民の創生 The Birth of a Nation （1915年）
- イントレランス Intolerance （1916年）
- ベン・ハー Ben-Hur: A Tale of the Christ （1925年）
- 聖衣 The Robe （1953年）
- 汚れなき悪戯 Marcelino Pan y Vino （1955年）
- ベン・ハー Ben-Hur （1959年）
- ライフ・オブ・ブライアン Monty Python's Life of Brian （1979年）
- メル・ブルックス/珍説世界史PART1 History of the World, Part I （1981年）
- マルセリーノ・パーネ ヴィーノ Marcellino （1991年）
- 聖母マリア（テレビ放映邦題。DVD邦題は『ジーザス』） Mary, Mother of Jesus （1999年） テレビ映画
- 黄金の法 エル・カンターレの歴史観 The Golden Laws （2003年）
- ダ・ヴィンチ・コード The Da Vinci Code（2006年）
- マリア The Nativity Story（2006年）
- 新約聖書 〜イエスと二人のマリア〜 Maria di Nazaret（2012年） テレビ映画
- AD Anno Domini （2015年）